# Парламентские выборы в Швейцарии (1899)
Парламентские выборы в Швейцарии проходили 26 октября 1899 года. Свободная демократическая партия сохранили абсолютное большинство в парламенте, получив 84 из 147 мест Национального совета.

## Избирательная система

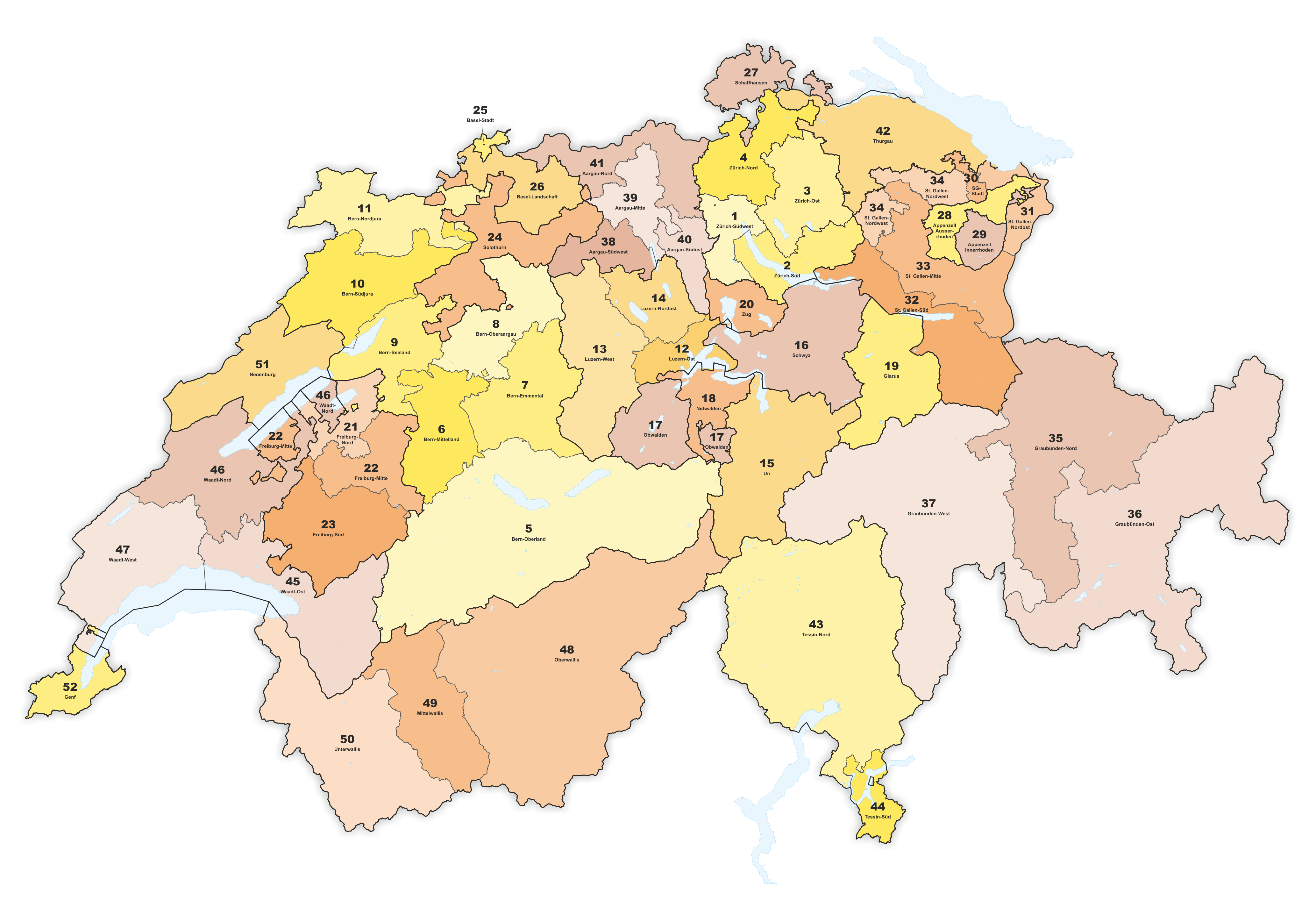
Карта Швейцарии, разделённая на 52 избирательных округа (1890—1899).

147 депутатов Национального совета избирались в 52 одно- и многомандатных округах. Распределение мандатов было пропорционально населению: одно место парламента на 20 тыс. граждан . 
Голосование проводилось по системе в три тура. В первом и втором туре для избрания кандидат должен был набрать абсолютное большинство голосов, в третьем туре достаточно было простого большинства. Каждый последующий тур проводился после исключения кандидата, набравшего наименьшее число голосов. 

## Результаты

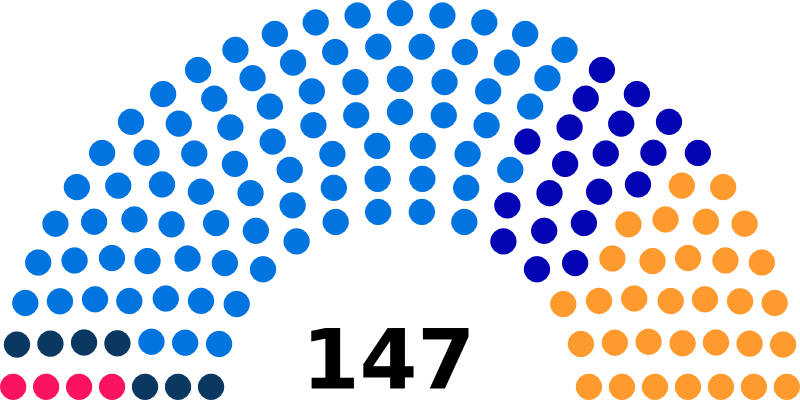
Распределение мест в Национальном совете (1899).

Наивысшая явка была зарегистрирована в кантоне с обязательным голосованием Шаффхаузен (86,4 %). В кантоне Обвальден явка оказалась наименьшей (21,3 %).
|  | Партия                               | Голосов | %    | Мест | +/– |
|  | Свободная демократическая партия     | 183 216 | 49,7 | 84   | –2  |
|  | Католическая народная партия         | 76 845  | 20,8 | 32   | +2  |
|  | Либеральные центристы                | 51 764  | 14,1 | 20   | –1  |
|  | Социал-демократическая партия        | 35 488  | 9,6  | 4    | +2  |
|  | Демократическая группа               | 18 003  | 4,9  | 7    | –1  |
|  | Прочие                               | 3409    | 0,9  | 0    | 0   |
|  | Недействительных/пустых бюллетеней   | 33 015  | –    | –    | –   |
|  | Всего                                | 401 750 | 100  | 147  | 0   |
|  | Зарегистрированных избирателей/ Явка | 737 696 | 54,5 | –    | –   |
|  | Источник: BFS                        |         |      |      |     |